# Gbic
GBIC, ou Conversor de Interface Gigabit (do inglês Gigabit Interface Converter), é um transceptor óptico interno usado em switches nas conexões de cabeamento estruturado.  Transforma o sinal elétrico em sinal óptico que proporciona maior flexibilidade e melhor desempenho nas redes.

## Tipos
- SX - 850 nm, para distâncias de até 550 m
- LX - 1310 nm, para distâncias de até 10 km
- EX  - 1310 nm, para distâncias de até 40 km
- ZX  - 1550 nm, para distâncias de até 80 km
- EZX  - 1550 nm, para distâncias de até 120 km